# Замок Килкенни
Замок Килкенни (англ. Kilkenny Castle, ирл. Caisleán Chill Chainnigh) — замок XII века в ирландском городе Килкенни, на берегу реки Нор, построенный Уильямом Маршалом, 1-м графом Пембруком. Замок на протяжении 600 лет был главной резиденцией семьи Батлер в Ирландии, пока в 1967 году Артур Батлер, 6-й маркиз Ормонд, не передал замок муниципальным властям.